# Sišćani
Sišćani falu Horvátországban Belovár-Bilogora megyében. Közigazgatásilag Csázmához tartozik.

## Fekvése
Belovártól légvonalban 17, közúton 23 km-re délnyugatra, községközpontjától 9 km-re északkeletre, a Csázmát Belovárral összekötő 43-as számú főúttól északra fekszik. Határának legnagyobb részét termőföldek, északon pedig az 1500 hektáros Sišćani-halastórendszer teszi ki.

## Története
A mai falu a török kiűzése után a 17. században betelepített falvak közé tartozik. 1774-ben az első katonai felmérés térképén „Dorf Sischene” néven szerepel. A Horvát határőrvidék részeként a Kőrösi ezredhez tartozott. Lipszky János 1808-ban Budán kiadott repertóriumában „Sishani” a neve.  
Nagy Lajos 1829-ben kiadott művében „Szischani” néven 92 házzal, 494 katolikus vallású lakossal találjuk. A település 1809 és 1813 között francia uralom alatt állt.
A katonai közigazgatás megszüntetése után Magyar Királyságon belül Horvátország része, Belovár-Kőrös vármegye Csázmai járásának része lett. A településnek 1857-ben 634, 1910-ben 876 lakosa volt. 1918-ban az új szerb-horvát-szlovén állam, majd később Jugoszlávia része lett. 1941 és 1945 között a németbarát Független Horvát Államhoz, majd a háború után a szocialista Jugoszláviához tartozott. 1991-től a független Horvátország része. 1991-ben teljes lakossága horvát volt. A délszláv háború idején mindvégig horvát kézen maradt. 2011-ben 309 lakosa volt, akik főként mezőgazdaságból éltek.

## Lakossága
| Lakosság változása | Lakosság változása | Lakosság változása | Lakosság változása | Lakosság változása | Lakosság változása | Lakosság változása | Lakosság változása | Lakosság változása | Lakosság változása | Lakosság változása | Lakosság változása | Lakosság változása | Lakosság változása | Lakosság változása | Lakosság változása |
| ------------------ | ------------------ | ------------------ | ------------------ | ------------------ | ------------------ | ------------------ | ------------------ | ------------------ | ------------------ | ------------------ | ------------------ | ------------------ | ------------------ | ------------------ | ------------------ |
| 1857               | 1869               | 1880               | 1890               | 1900               | 1910               | 1921               | 1931               | 1948               | 1953               | 1961               | 1971               | 1981               | 1991               | 2001               | 2011               |
| 634                | 769                | 824                | 853                | 786                | 876                | 803                | 836                | 757                | 752                | 660                | 476                | 394                | 351                | 345                | 309                |

## Nevezetességei
A Sišćani-halastavak a közeli Blatnicai-tóval együtt ma több mint száz különböző madárfaj élőhelye. A faluban magában is mintegy 60 gólyafészek található, ezért a települést a gólyák falujának is szokás nevezni. A terület az Európai Unió által létrehozott Natura 2000 európai ökológiai hálózat része.